# Leena Löytömäki
Leena Löytömäki (* 15. Dezember 1977) ist eine finnische Badmintonspielerin.

## Karriere
Leena Löytömäki gewann nach drei nationalen Juniorentiteln 1997 ihren ersten Meistertitel bei den Erwachsenen in Finnland, wobei sie im Mixed mit Tony Tuominen erfolgreich war. Weitere Titelgewinne folgten 2005, 2006, 2008 und 2009. In der Saison 2004/2005 siegte sie bei den Estonian International.

## Sportliche Erfolge
| Saison    | Veranstaltung                                | Disziplin   | Platz | Name                                |
| --------- | -------------------------------------------- | ----------- | ----- | ----------------------------------- |
| 1994      | Finnland: Einzelmeisterschaften der Junioren | Damendoppel | 1     | Michaela Ramstedt / Leena Löytömäki |
| 1995      | Finnland: Einzelmeisterschaften der Junioren | Damendoppel | 1     | Leena Löytömäki / Michaela Ramstedt |
| 1996      | Finnland: Einzelmeisterschaften der Junioren | Damendoppel | 1     | Anu Weckström / Leena Löytömäki     |
| 1997      | Finnland: Einzelmeisterschaften              | Mixed       | 1     | Tony Tuominen / Leena Löytömäki     |
| 2004/2005 | Estonian International                       | Mixed       | 1     | Ilkka Nyqvist / Leena Löytömäki     |
| 2005      | Finnland: Einzelmeisterschaften              | Mixed       | 1     | Tuomas Karhula / Leena Löytömäki    |
| 2005      | Finnland: Einzelmeisterschaften              | Damendoppel | 1     | Saara Hynninen / Leena Löytömäki    |
| 2006      | Finnland: Einzelmeisterschaften              | Mixed       | 1     | Tuomas Karhula / Leena Löytömäki    |
| 2008      | Finnland: Einzelmeisterschaften              | Damendoppel | 1     | Saara Hynninen / Leena Löytömäki    |
| 2009      | Finnland: Einzelmeisterschaften              | Damendoppel | 1     | Saara Hynninen / Leena Löytömäki    |